# Reliekhouder van Karel de Stoute

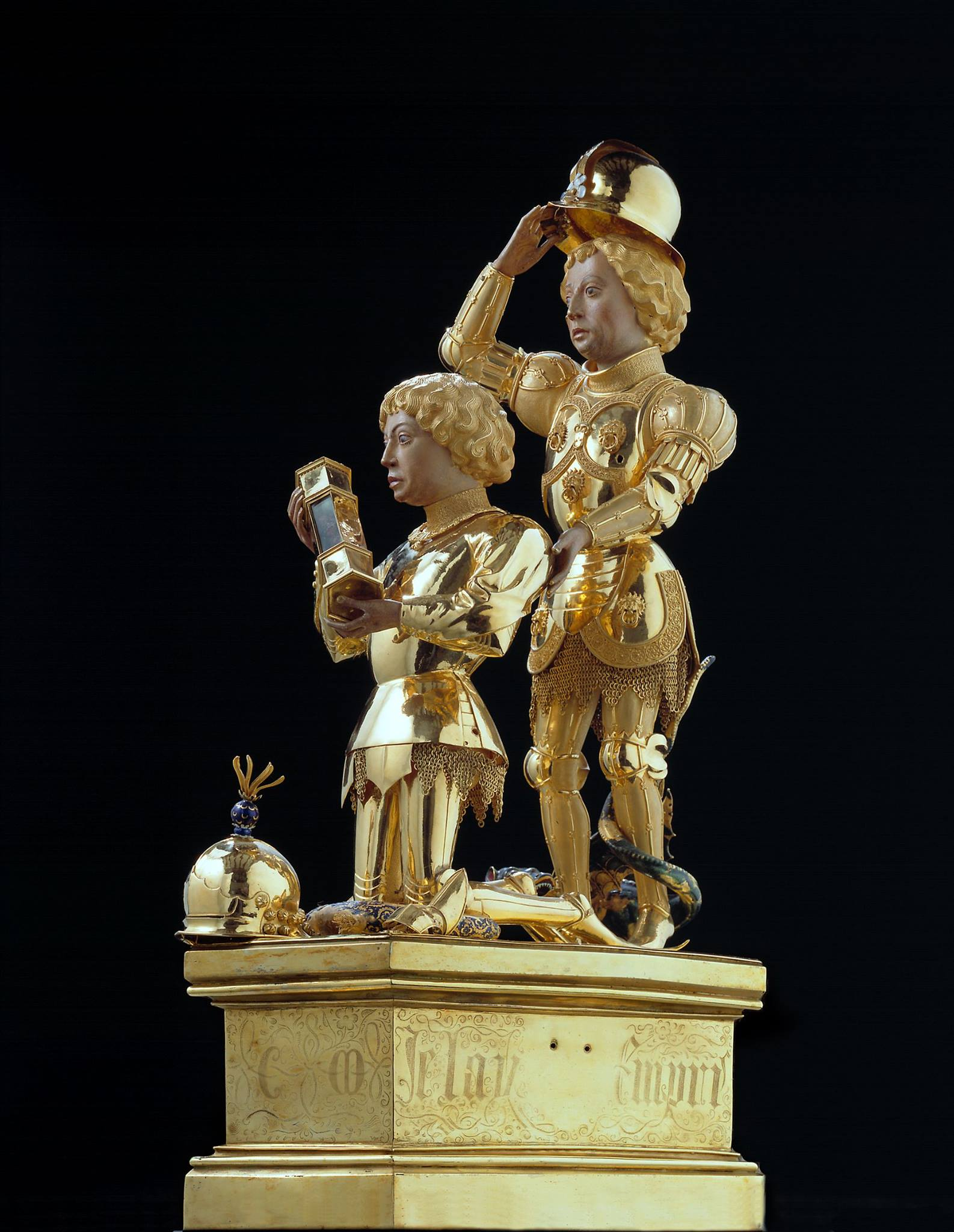

De reliekhouder van Karel de Stoute is een edelsmeedwerk van Gérard Loyet uit 1467-1471 in de Schatkamer van de kathedraal van Luik. Het bevat een relikwie van Sint-Lambertus die knielend wordt aangeboden door de opdrachtgever Karel de Stoute, beschermd door de heilige Joris achter hem. Sinds 2010 behoort het tot het roerend erfgoed van Wallonië.

## Totstandkoming
Het eerste spoor van de reliekhouder is een hertogelijke rekening van december 1467 betreffende een betaling van 1200 livres aan de Rijselse goudsmid Gérard Loyet. Hieruit blijkt dat Karel de Stoute een gouden beeldengroep wilde schenken aan Lambertus, de heilige aan wie de Luikse kathedraal was gewijd. Kort voordien had Karel de Stoute de Slag bij Brustem gewonnen, was hij het opstandige Luik binnengetrokken en had hij de kathedraal bezocht. De Luikse Oorlog flakkerde daarna weer op en eindigde in oktober 1468 met Karels bevel om de stad systematisch te verwoesten, op de kerken na. Volgens de kroniekschrijver Philippe de Commynes zou Karel met het wapen in de hand de Sint-Lambertuskathedraal hebben verdedigd tegen al te plunderbeluste soldaten. Ondanks de ontvolking waarin de straf resulteerde, werd de reliekhouder afgewerkt. De kroniekschrijvers Jean de Looz en Adriaan Oudenbosch vermelden de aanwezigheid ervan in de kathedraal op 14 februari 1471. Sindsdien heeft het edelsmeedwerk de tand des tijds doorstaan, wat uitzonderlijk is voor zo'n kostbaar object.

## Beschrijving
Het 53 cm hoge kunstwerk bestaat uit een langwerpige, zeskantige sokkel met daarop twee beelden: de knielende hertog Karel de Stoute en de staande Sint-Joris (met aan zijn voeten een zwart draakje). Beiden zijn geharnast en Karels helm ligt voor hem op de grond. Hij houdt een zeskantige houder vast met een bergkristal waarachter zich een vingerkootje van Sint-Lambertus bevindt. De hertog knielt op een kussen van goud en doorzichtig blauw email. Op de sokkel is zijn devies Je lay empri[n]s gegraveerd, evenals de letters C en M (van Charles/Karel en zijn derde echtgenote Margaretha van York). Verder is Karels wapenschild ingelegd.